# Jennifer Fox
Jennifer Fox es una productora y directora de cine estadounidense, así como presidenta de Zohe Film Productions, una productora de cine independiente con sede en Nueva York. Ha producido y dirigido varios documentales, que le han valido elogios de la crítica y premios, entre ellos el Premio Grand Jury Prize por su primer largometraje documental, Beirut: The Last Home Movie. Su película más reciente, el documental Flying: Confessions of a Free Woman se estrenó como un evento especial a nivel internacional en la Conferencia Internacional de Cine Documental del Festival Ámsterdam en 2006 y en el Festival de Cine de Sundance en 2007.

## Filmografía
| Año  | Película                            | Acreditada como | Acreditada como | Acreditada como | Acreditada como |
| Año  | Película                            | Directora       | Escritora       | Productora      | Cinematógrafa   |
| ---- | ----------------------------------- | --------------- | --------------- | --------------- | --------------- |
| 1987 | Beirut: The Last Home Movie         | Sí              | Sí              |                 |                 |
| 1999 | An American Love Story              | Sí              | Sí              |                 | Sí              |
| 1999 | On the Ropes                        |                 |                 | Sí              |                 |
| 2006 | Looking for Busi                    | Sí              |                 |                 | Sí              |
| 2006 | Flying: Confessions of a Free Woman | Sí              |                 | Sí              |                 |
| 2010 | My Reincarnation                    | Sí              |                 | Sí              | Sí              |
| 2018 | The Tale                            | Sí              | Sí              |                 |                 |

## Premios y distinciones
Premios Óscar
| Año  | Categoría      | Película        | Resultado |
| ---- | -------------- | --------------- | --------- |
| 2008 | Mejor película | Michael Clayton | Nominado  |

- - Festival de Cine de Sundance Grand Jury Prize